# Slaget vid Vita berget
Slaget vid Vita berget (Bílá Hora) var det första riktigt stora slaget under det trettioåriga kriget. Slaget slutade med att den kejserliga armén under ledning av Tilly samt Maximilian I av Bayern grundligt besegrade de böhmiska protestanterna, som var under ledning av "Vinterkungen" Fredrik V av Pfalz.